# Catherine (prénom)
Pour les articles homonymes, voir Catherine, Sainte Catherine et Sainte-Catherine.
Catherine est un prénom féminin français, qui a pu exceptionnellement être attribué à un homme,, également usité dans les pays anglophones,.
Il est fêté principalement le 25 novembre.

## Étymologie
Cet anthroponyme est d'origine grecque, issu du nom de femme Aikaterinê, dont l'origine est obscure. Les premiers chrétiens romains l'avaient rattaché au mot grec katharos « pur », d'où l'orthographe Catharina du prénom latin correspondant.

## Fête et saint patron
On fête Catherine le 25 novembre (fête majeure) avec sainte Catherine d'Alexandrie, le 24 mars avec Catherine de Suède, le 29 avril avec sainte Catherine de Sienne, le 28 novembre, avec sainte Catherine Labouré et le 20 septembre avec sainte Catherine Chong Chor-yom

## Histoire
Catherine apparaît dans les chartes au XIIIe siècle, sous la forme latine Katerina, et sous la graphie Catherine en ancien français, au XIVe siècle. C'est l'un des prénoms les plus attribués en France depuis le Moyen Âge et il est toujours très populaire au XIXe siècle. Quelque peu délaissé jusqu'aux années 1950, il revient en force et devient le prénom le plus attribué en 1959-1960. Puis il se démode lentement et se raréfie peu à peu vers la fin du XXe siècle,. Le nom doit sa popularité à Catherine d'Alexandrie, femme érudite, morte en martyre, qui est enterrée au mont Sinaï et à qui est consacré l'important monastère Sainte-Catherine du Sinaï. Elle est la patronne, au Moyen Âge, de la faculté de théologie de l'Université de Paris et des philosophes. Sainte Catherine de Sienne contribua encore à populariser ce nom.

## Occurrence
En 2022, environ 338 187 Françaises portent ce prénom. Son année record d'attribution est 1963 avec 19 903 naissances. 2022 a vu naître 30 Catherine.

## Variantes
On rencontre les variantes et diminutifs : Caitrin, Caitriona, Catalina, Catarina, Cateline, Caterina, Catharine, Catheline, Cathie, Cathy, Catriona, Ekaterina, Katarina, Katel, Katell, Katelle, Katerina, Katharina, Katharine, Katherina, Katherine, Kathryn, Kathy, Katie, Katia, Katrine, Katy.
Il existe une rare variante masculine, Catherin,.

### Variantes linguistiques
- albanais : Kaltrina
- allemand : Kat(h)arina, Kat(h)rin
- anglais : Katherine, Catherine, Kathleen (anglicisation de l'irlandais Caitlín)[18]
- arménien: Gadarinée
- breton : Katell
- bulgare : Катерина (Katerina)
- catalan : Caterina
- danois : Katharina
- écossais : Caitrìona, Catrìona[19]
- espagnol : Catalina
- espéranto : Katerino
- grec moderne : Αικατερίνη (Ekateríni)
- hongrois : Katarina, Katalin
- irlandais : Caitlín, Caitríona, Caitrín
- italien : Caterina
- japonais : キャサリン　Kyasarin
- néerlandais : Katrijn, Katleen, Katrien
- normand : Chaterine, Chatterine
- occitan : Catarina
- poitevin : Cateline
- polonais : Katarzyna
- portugais : Catarina
- roumain : Ecaterina, Caterina
- russe : Екатери́на (Ekaterina)
- slovaque : Katarína
- suédois : Katarina
- tchèque : Kateřina
- ukrainien : Катерина (Kateryna)

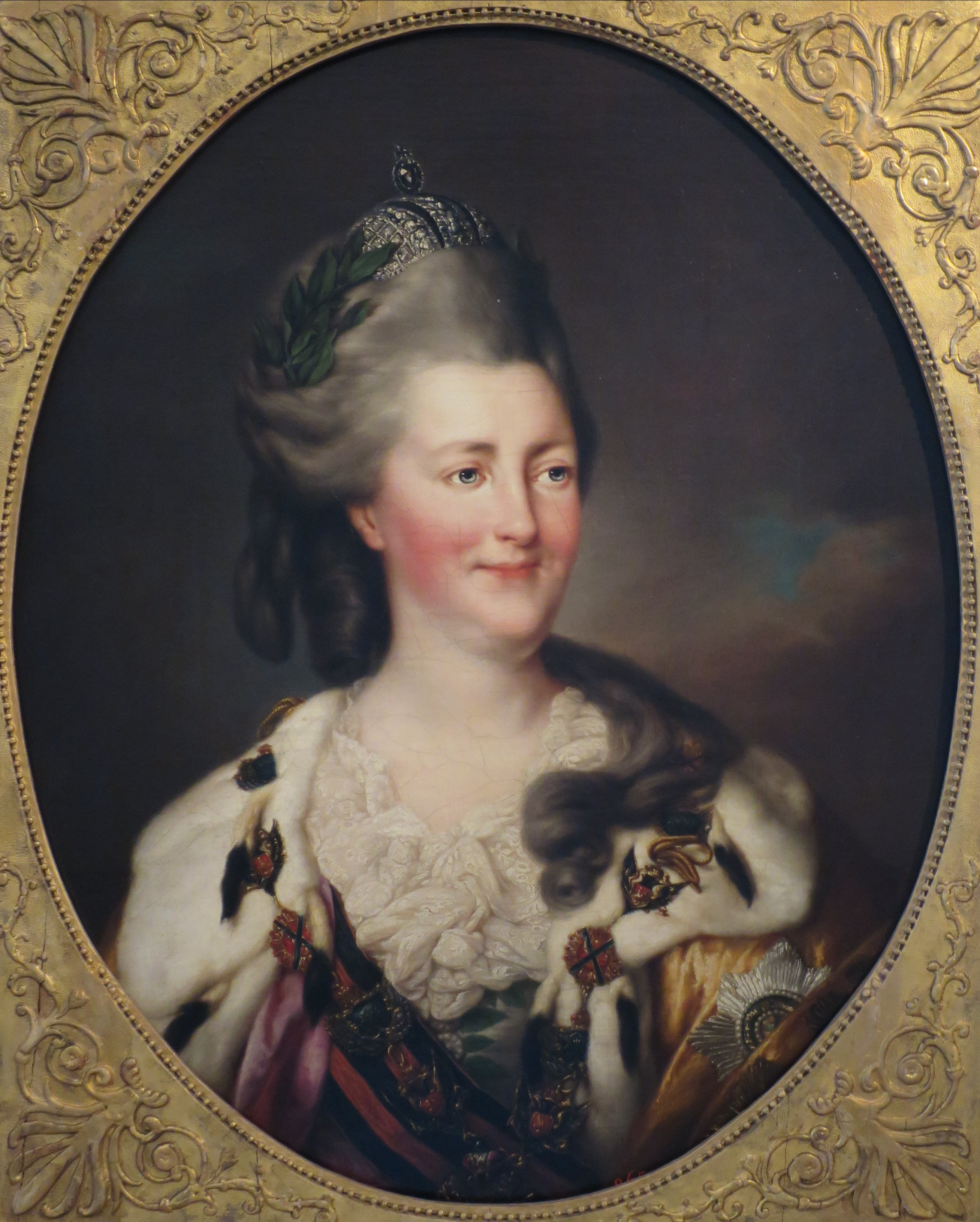
Catherine II de Russie "La Grande" (1782)
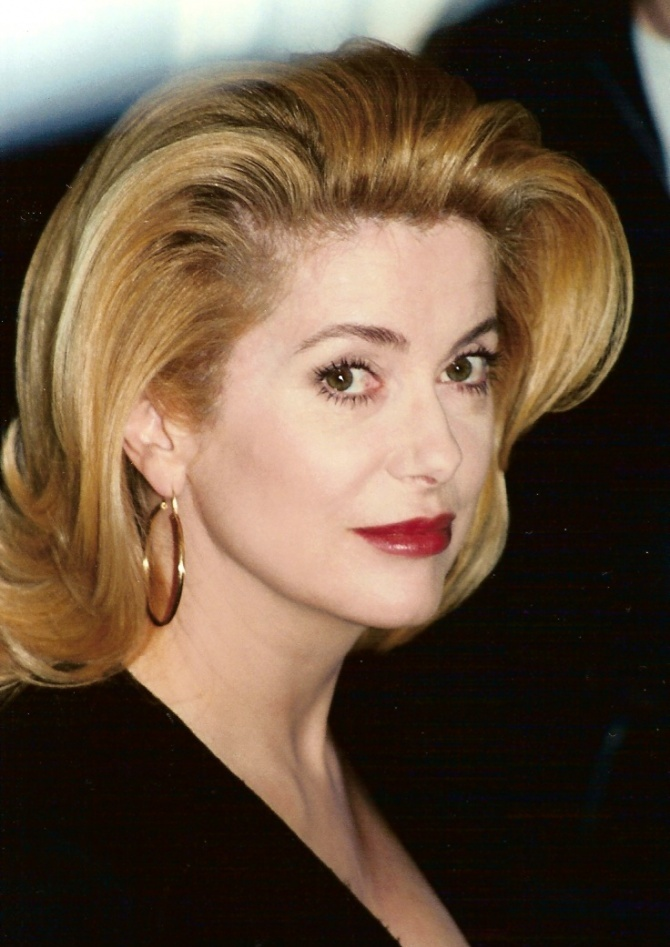
Catherine Deneuve (1995)
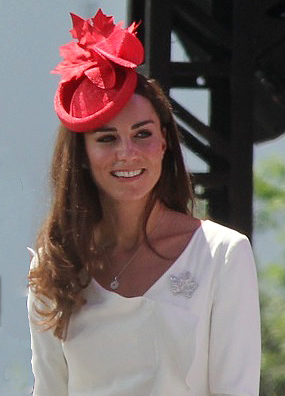
Catherine Middleton, princesse de Galles (2011)

### Diminutifs
- anglais : Kathy, Kate
- français : Cathy, Cathie
- occitan : Catina, Catinon [ka.tiˈnu]
- polonais : Kasia
- russe : Katya, Katja, Katka, Katioucha, Katouchka (dans l'ancienne Russie, chacun de ces diminutifs avait une connotation particulière.)
- slovaque, tchèque : Katka, Kaťa
- ukrainien : Катря (Katrya), Катруся (Katroussia)

## Personnalités portant le prénom Catherine
- Pour l'ensemble des articles sur les personnes portant ce prénom, consulter :
  - la liste des articles dont le titre commence par ce prénom
  - les listes produites par Wikidata : Liste des personnes de prénom « Catherine » — même liste en incluant les éventuels prénoms composés qui contiennent « Catherine ».

- Pour les articles sur les personnes portant le prénom de Caitlin, consulter la liste générée automatiquement.
- Pour les articles sur les personnes portant le prénom de Catalina, consulter la liste générée automatiquement.
- Pour les articles sur les personnes portant le prénom de Cătălina, consulter la liste générée automatiquement.
- Pour les articles sur les personnes portant le prénom de Catarina, consulter la liste générée automatiquement.
- Pour les articles sur les personnes portant le prénom de Cate, consulter la liste générée automatiquement.
- Pour les articles sur les personnes portant le prénom de Caterina, consulter la liste générée automatiquement.
- Pour les articles sur les personnes portant le prénom de Catherina, consulter la liste générée automatiquement.
- Pour les articles sur les personnes portant le prénom de Catherine, consulter la liste générée automatiquement.
- Pour les articles sur les personnes portant le prénom de Cathy, consulter la liste générée automatiquement.
- Pour les articles sur les personnes portant le prénom de Caty, consulter la liste générée automatiquement.
- Pour les articles sur les personnes portant le prénom de Ekaterina, consulter la liste générée automatiquement.
- Pour les articles sur les personnes portant le prénom de Ekateríni, consulter la liste générée automatiquement.
- Pour les articles sur les personnes portant le prénom de Kasia, consulter la liste générée automatiquement.
- Pour les articles sur les personnes portant le prénom de Kat, consulter la liste générée automatiquement.
- Pour les articles sur les personnes portant le prénom de Katalin, consulter la liste générée automatiquement.
- Pour les articles sur les personnes portant le prénom de Katarina, consulter la liste générée automatiquement.
- Pour les articles sur les personnes portant le prénom de Katarzyna, consulter la liste générée automatiquement.
- Pour les articles sur les personnes portant le prénom de Kate, consulter la liste générée automatiquement.
- Pour les articles sur les personnes portant le prénom de Katerina, consulter la liste générée automatiquement.
- Pour les articles sur les personnes portant le prénom de Kateřina, consulter la liste générée automatiquement.
- Pour les articles sur les personnes portant le prénom de Katerine, consulter la liste générée automatiquement.
- Pour les articles sur les personnes portant le prénom de Kateryna, consulter la liste générée automatiquement.
- Pour les articles sur les personnes portant le prénom de Kath, consulter la liste générée automatiquement.
- Pour les articles sur les personnes portant le prénom de Katharina, consulter la liste générée automatiquement.
- Pour les articles sur les personnes portant le prénom de Katharine, consulter la liste générée automatiquement.
- Pour les articles sur les personnes portant le prénom de Katherine, consulter la liste générée automatiquement.
- Pour les articles sur les personnes portant le prénom de Kathleen, consulter la liste générée automatiquement.
- Pour les articles sur les personnes portant le prénom de Kathrine, consulter la liste générée automatiquement.
- Pour les articles sur les personnes portant le prénom de Kathryn, consulter la liste générée automatiquement.
- Pour les articles sur les personnes portant le prénom de Kathy, consulter la liste générée automatiquement.
- Pour les articles sur les personnes portant le prénom de Kati, consulter la liste générée automatiquement.
- Pour les articles sur les personnes portant le prénom de Katia, consulter la liste générée automatiquement.
- Pour les articles sur les personnes portant le prénom de Katia, consulter la liste générée automatiquement.
- Pour les articles sur les personnes portant le prénom de Katie, consulter la liste générée automatiquement.
- Pour les articles sur les personnes portant le prénom de Katína, consulter la liste générée automatiquement.
- Pour les articles sur les personnes portant le prénom de Katja, consulter la liste générée automatiquement.
- Pour les articles sur les personnes portant le prénom de Katleen, consulter la liste générée automatiquement.
- Pour les articles sur les personnes portant le prénom de Katrin, consulter la liste générée automatiquement.
- Pour les articles sur les personnes portant le prénom de Katrín, consulter la liste générée automatiquement.
- Pour les articles sur les personnes portant le prénom de Katrina, consulter la liste générée automatiquement.
- Pour les articles sur les personnes portant le prénom de Katrine, consulter la liste générée automatiquement.
- Pour les articles sur les personnes portant le prénom de Katy, consulter la liste générée automatiquement.
- Pour les articles sur les personnes portant le prénom de Yekaterina, consulter la liste générée automatiquement.

## Personnalités masculines portant le prénom Catherine
- Catherine-Dominique de Pérignon (1754-1818), marquis et général français.